# Domenico Leccisi
Domenico Leccisi (* 20. Mai 1920 in Molfetta, Provinz Bari; † 2. November 2008 in Mailand) war ein italienischer politischer Aktivist, Abgeordneter und Journalist.
In der Nacht zum 23. April 1946 entführte Leccisi zusammen mit zwei Helfern den Leichnam von Benito Mussolini aus einem anonymen Gräberfeld des Mailänder Hauptfriedhofs Musocco. Dort waren ein Jahr zuvor auf Veranlassung der Alliierten Autoritäten die auf dem Piazzale Loreto aufgehängten Körper der erschossenen Faschisten bestattet worden. Die Entführer brachten den Leichnam in die Certosa di Pavia, wo er dreieinhalb Monate später entdeckt wurde. Der Leichnam Mussolinis wurde danach ins Kapuzinerkloster Cerro Maggiore bei Legnano gebracht, wo er bis 1957 anonym ruhte. Domenico Leccisi wurde als Täter ermittelt und zu sechs Jahren Gefängnis verurteilt. Er kam jedoch nach 23 Monaten durch eine Amnestie frei. 
Leccisi trat dem Movimento Sociale Italiano (MSI) bei und vertrat diese Partei von 1953 bis 1963 als Abgeordneter im Parlament in Rom. Als Abgeordneter vermittelte er 1957 beim christdemokratischen Ministerpräsidenten Adone Zoli die Herausgabe des Leichnams Mussolinis an dessen Familie. Mussolini wurde in der Folge am 29. August 1957 in der Familiengruft in Predappio beigesetzt.    
1969 verließ er den MSI, weil er ihm vorwarf, dieser habe „die alten Ideale verraten“. Er arbeitete in der Folge als Journalist für rechtsgerichtete Publikationen. 1991 erschien in Rom seine Autobiographie. Leccisi starb 2008 im Mailänder Altenheim Pio Albergo Trivulzio an Kreislaufversagen. 

## Bücher von Leccisi
- La Casaccia: romanzo, Mailand: Alcione, 1967
- Con Mussolini prima e dopo piazzale Loreto, Roma: Settimo Sigillo, [1991]